# محمد بن أحمد غنجار
غُنجار (337 - 412 هـ / 948 - 1028 م) هو مؤرخ، من أهل بخارى.
هو أبو عبد الله محمد بن أحمد بن محمد بن سليمان، المعروف بغُنجار. من آثاره: «تاريخ بخارى» قال ابن ناصر الدين: «من أجل المصنفات»، وقد قد كتب ابن فگسوس ذيلا لهذا الكتاب.